# Orchids of Southern Ryukyu Islands
Orchids of Southern Ryukyu Islands (abreviado Orchids S. Ryukyu Islands) es un libro con ilustraciones y descripciones botánicas que fue escrito conjuntamente por Leslie A. Garay & Herman Royden Sweet. Fue publicado en Cambridge (Massachusetts) en el año 1974.